# Anton Flettner
Anton Flettner (nascut l'1 de novembre de 1885 a Eddersheim, Mort el 25 de desembre de 1961 a la ciutat de Nova York, EUA) fou un professor, enginyer i inventor alemany. Flettner va fer importants contribucions als dissenys d'avions, helicòpters, vaixells i automòbils. Després de servir a Alemanya a les dues guerres mundials, Anton Flettner va emigrar als Estats Units després de la Segona Guerra Mundial com a consultor per l'exèrcit, les forces aèries i la marina dels Estats Units.

## Biografia
Anton Flettner va assistir al Col·legi Estatal de Professors a Fulda, Alemanya. Va ser mestre a Pfaffenwiesbach del 1906 al 1909. Posteriorment Flettner va ensenyar matemàtiques i física de secundària a Frankfurt, fins a la Primera Guerra Mundial

### Primera guerra mundial
Entre 1914 i 1918, Anton Flettner va treballar al Ministeri per a la Guerra alemany en el desenvolupament de comandaments a distància per a vehicles aeris, terrestres i navals A les ordres de Zeppelin, Flettner també va desenvolupar projectes d'avions sense pilot.
Durant la Primera Guerra Mundial, Flettner va desenvolupar el servo tab. El servo tap va evolucionar fins al trim tab, que encara es fa servir en tots els avions i en molts vaixells grans. Després de la Guerra Mundial Flettner va ser nomenat conseller delegat de l'Institut de Aerodinàmica i Hidrodinàmica d'Amsterdam. Va ocupar aquest lloc fins al 1931. A la dècada de 1920, Flettner també va inventar el famós ventilador rotatiu de Flettner, molt utilitzat en autobusos, furgonetes, vaixells, vagons de ferrocarril, caravanes i camions per ajudar a refrigerar-se amb l'energia elòlica.

### Període d'entreguerres
El 1924, va idear i aplicar el Rotor Fletter en els vaixells Buckau / Baden-Baden i Barbara però no va tenir èxit comercial.
El 1926, Anton Flettner es va centrar en l'aviació per fundar la seva pròpia companyia, la Flettner Flugzeugbau a Berlín, amb l'objectiu d'aplicar el seu doble rotor com a en aeronaus. El 1935, Flettner va construir un autogir de reconeixement nocturn i antisubmarí anomenat Flettner Fl 184. Flettner va construir el Flettner Fl 185, el 1936, un girodí experimental, que podia volar tant en helicòpter com en autogir.
El 1938, Flettner, juntament amb Kurt Hohenemser, van construir el Flettner Fl 265. El Flettner Fl 265 va abordar el problema de la compensació del parell motor com el primer helicòpter amb rotors contra-rotatius entrecreuats (doble rotor de Flettner).

### Segona guerra mundial
Durant la guerra va dissenyar una versió millorada del Fl 256. El Flettner Fl 282 Kolibri. La marina alemanya va quedar impressionada amb el Kolibri i va voler avaluar-lo per a les tasques d'observació, ordenant uns 15 exemplars inicials, que van seguir 30 models de producció. Les proves de vol dels dos primers prototips es van dur a terme fins al 1941, incloent-hi repetits enlairaments i aterratges en una plataforma muntada al creuer alemany Köln. El RLM va ordenar-ne la producció de 1.000 unitats el 1944 però els bombardejos de la planta de la BMW on s'havien de construir va aturar-ne la producció.

### Postguerra
Després de 1945, Flettner, juntament amb molts altres pioners en l'aviació, va ser portat als Estats Units com a part de l'Operació Paperclip. Al llarg de la seva estada als Estats Units, Flettner va estar actiu en la realització de projectes de recerca per a l'Exèrcit, les Forces Aèries i la Marina dels Estats Units.